# Wikariat Lacedonia-Baronia
Wikariat Lacedonia-Baronia – jeden z 4 wikariatów rzymskokatolickiej diecezji Ariano Irpino-Lacedonia we Włoszech. 
Według stanu na wrzesień 2017 w skład wikariatu Lacedonia-Baronia wchodziło 12 parafii rzymskokatolickich. 

## Lista parafii
Źródło:
| Lp. | Miejscowość        | Parafia                                                 | Grafika | Kościół                                                                 | Adres | Proboszcz |
| --- | ------------------ | ------------------------------------------------------- | ------- | ----------------------------------------------------------------------- | ----- | --------- |
| 1   | Lacedonia          | Parafia Wniebowzięcia Najświętszej Maryi Panny          |         | Konkatedra Wniebowzięcia Najświętszej Maryi Panny w Lacedonii           |       |           |
| 2   | San Sossio Baronia | Parafia Wniebowzięcia Najświętszej Maryi Panny          |         | Kościół Wniebowzięcia Najświętszej Maryi Panny w San Sossio Baronia     |       |           |
| 3   | Trevico            | Parafia Wniebowzięcia Najświętszej Maryi Panny          |         | Kościół Wniebowzięcia Najświętszej Maryi Panny w Trevico                |       |           |
| 4   | Carife             | Parafia św. Jana Chrzciciela                            |         | Kościół św. Jana Chrzciciela w Carife                                   |       |           |
| 5   | San Nicola Baronia | Parafia Zwiastowania Najświętszej Maryi Pannie          |         | Kościół Zwiastowania Najświętszej Maryi Pannie w San Nicola Baronia     |       |           |
| 6   | Vallata            | Parafia św. Bartłomieja Apostoła                        |         | Kościół św. Bartłomieja Apostoła w Vallata                              |       |           |
| 7   | Vallesaccarda      | Parafia Niepokalanego Poczęcia Najświętszej Maryi Panny |         | Kościół Niepokalanego Poczęcia Najświętszej Maryi Panny w Vallesaccarda |       |           |
| 8   | Lacedonia          | Parafia Zaśnięcia Najświętszej Maryi Panny              |         | Kościół Zaśnięcia Najświętszej Maryi Panny w Lacedonii                  |       |           |
| 9   | Anzano             | Parafia Najświętszej Maryi Panny z Anzano               |         | Kościół Najświętszej Maryi Panny z Anzano w Anzano                      |       |           |
| 10  | Scampi             | Parafia Najświętszej Maryi Panny Pocieszenia            |         | Kościół Najświętszej Maryi Panny Pocieszenia w Scampi                   |       |           |
| 11  | Castel Baronia     | Parafia Najświętszej Maryi Panny z Fratte               |         | Kościół Najświętszej Maryi Panny z Fratte w Castel Baronia              |       |           |
| 12  | Castel Baronia     | Parafia św. Eupliusza                                   |         | Kościół św. Eupliusza w Castel Baronia                                  |       |           |